# 久住山
久住山（くじゅうさん）は、大分県竹田市（旧久住町）にあり九重山（九重連山）を形成する火山である。
山と溪谷社選定の九州百名山、日本山岳会東九州支部選定の大分百山などに選ばれている。また、九重山として、深田久弥選定の日本百名山に選ばれている。

## 地理
西の涌蓋山から東の黒岳までを含めて九重山（九重連山）と呼ばれている中の主峰である。標高1786.50mで、東にある中岳（1791m）に高さを譲るが、山頂には一等三角点がある。
中岳、三俣山などとともに久住山系と呼ばれる山塊をなし、坊ガツルを挟んで東側の大船山等からなる大船山系と対峙する。
南山麓一帯には、広大な久住高原が広がる。

## 登山
西麓の牧ノ戸峠や北麓の長者原から登山道が整備されている。また、南麓には赤川温泉や南登山口、久住高原展望台などからの登山道もある。
九重連山の山開きは、久住山と大船山で交互に行われている。

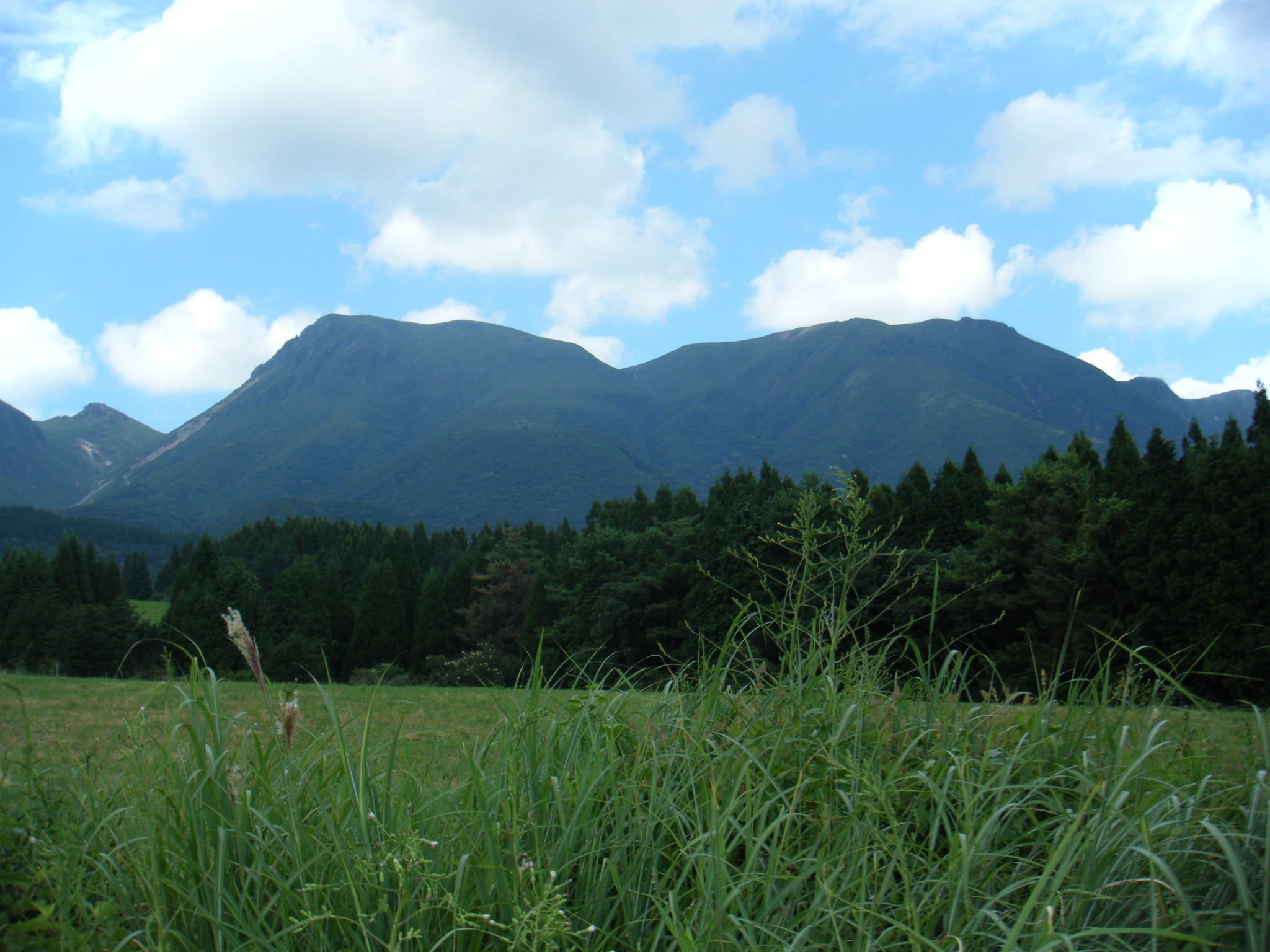
南から望む久住山（左）と稲星山（右）
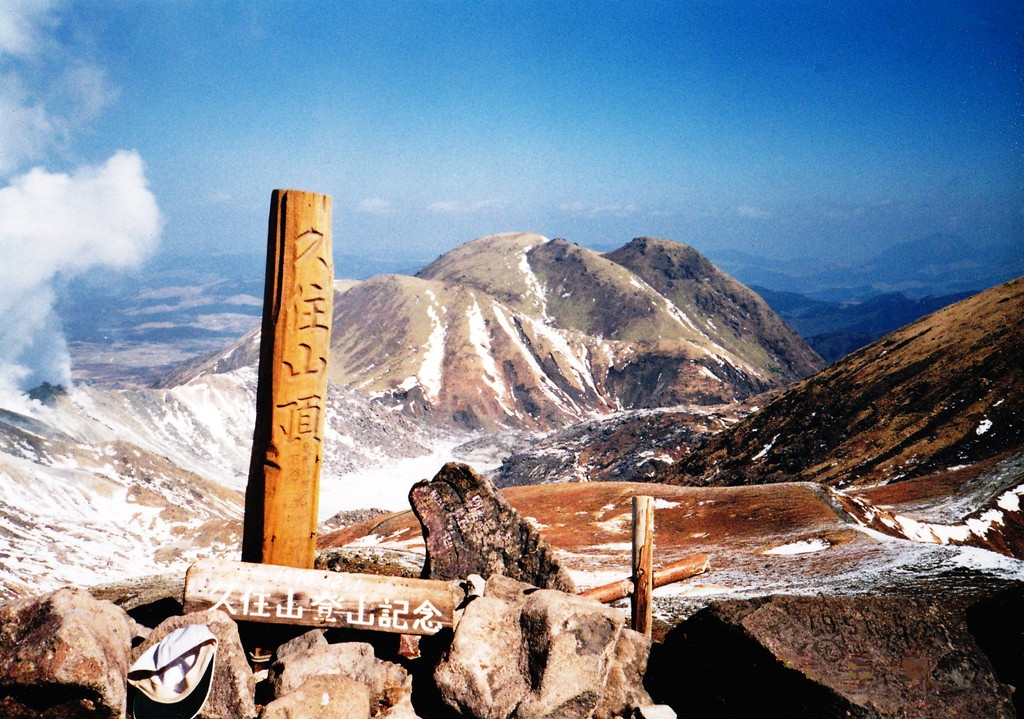
久住山の山頂の様子